# Šimon Knefac
Šimon Matijaš Knefac ili Šimeon Knefac, također Kniefac (Knéfacz, Kniefacz) (Novo Selo, 23. veljače, 1752. – Klimpuh, 3. kolovoza, 1819.) hrvatski (gradišćanski) pisac, redovnik samostana Sv. Katerine i svećenik.
Rođen je bio u današnjoj Slovačkoj kod Bratislave, krsno mu je ime Matija ili Matijaš. Stupio je u samostan Sv. Katarine 1771. a zaređen 1775. u Močenoku. Neko je vrijeme propovjednik u Željeznom i Novom Gradu. Njegov samostan u jozefinskom vremenu je bio ukinut. Tada je bio kapelan u Pandrofu (1789.), 1799. – 1801. godine administrator u Cikležu. Umro je u Klimpuhu.
Obradio je molitvenik Jeremijaša Šoštarića Marianszko czveche i pisao novi molitvenik te evanđelistar.

## Djela
- Lapat evangeliumszki (1798. nije poznat ni jedan primjerak)
- Marianszko czvéche isz lipi rósicz szkupa pobrano to je pobósni molitvitcz y duhovni jacsak (1803.)
- Vrata nebészka odperta vérnomu kerscheniku moléchemu y dusnôſzti kerſchanſzke obverſavajuchemu (1804.)